# Baie-du-Febvre
Baie-du-Febvre es un municipio canadiense situado en la provincia de Quebec.

## Superficie
Baie-du-Febvre tiene una superficie de 96,78 km².

## Demografía
En 2021, tenía 961 habitantes, una densidad poblacional de 9,9 hab./km², y 517 viviendas.